# Iwerne Courtney
Iwerne Courtney est une paroisse civile et un village du Dorset, en Angleterre.